# Alliance française de Wrocław
 (août 2025).
L'Alliance française de Wrocław a été créée en 1975 au sein de l'université de Wrocław en tant que service commun (Jednostka międzywydziałowa), en liaison avec le Comité polonais de coopération avec l'Alliance française (Polski Komitet Współpracy z Alliance Française) fonctionnant auprès de l'université de Varsovie. Elle est donc une des deux plus anciennes de Pologne.
Depuis 2007, ses activités sont gérées par une association sans but lucratif indépendante créée l'année précédente (Alliance Française Stowarzyszenie Wrocław, KRS 0000266586).

## Activités
L'Alliance française de Wrocław  propose au public polonais ou étranger des cours de langue française pour adultes et enfants à tous les niveaux, de l'initiation aux niveaux avancés, ainsi que des cours spécifiques tels que français de l'hôtellerie, français des affaires, et enfin des cours de polonais pour francophones.
Elle permet de préparer et de passer les tests et examens officiels français de français langue étrangère : TCF, DELF, DALF, ainsi que les diplômes de français professionnel (DFP) de la Chambre de commerce et d'industrie de Paris (CCIP).
Elle offre une médiathèque proposant des périodiques et d'ouvrages écrits (environ 5 000 volumes) et numériques (CD, DVD) .
Elle organise des événements culturels et notamment les Journées de la Francophonie à Wrocław.
L'antenne du service de coopération et d'action culturelle de l'ambassade de France en Pologne (fermée en 2012) et le consul honoraire de France à Wrocław, qui relève du Consulat général de France à Cracovie, est située dans les mêmes locaux.
Depuis 2011, l'Alliance française assure également pour le compte de l'association « Ma France à Wrocław » le fonctionnement de cours spécifiques pour les enfants de familles expatriées et franco-polonaises dans le cadre du programme FLAM.

## Coordonnées
Rynek 58, 3e étage (auprès de la bibliothèque publique de Basse-Silésie Dolnoslaska Biblioteka Publiczna) - 50-116 Wrocław - Pologne

## Administration
Jusqu'en 2007, les directeurs de l'Alliance française étaient nommés par le recteur de l'Université de Wrocław, qui était l'employeur des personnels affectés à l'Alliance française.
Depuis 2007, le président élu par le comité de l'association « Alliance Française Stowarzyszenie Wrocław » recrute le directeur et les personnels.
Jusqu'à la suppression du poste en 2012, l'attaché de coopération pour le français pour le Sud-Ouest de la Pologne jouait un rôle de conseiller et contribuait à organiser des collaborations dans les domaines culturel et linguistique.

### Les directeurs de l'Alliance française de Wrocław
- Anna Karp (1975-1982)
- Teresa Pękalska (1982-2007)
- Grażyna Sojka (2007- )

### Les présidents de l'Alliance française de Wrocław
- Jacek Kowalski (journaliste, Polskie Radio Wrocław)[4] (2007-2009)
- Anna Karp[5] (2009-2015)
- Krystian Piotr Konkol (2015-2018)
- Anna Karp (2018-2024)
- Karolina Olszewska-Ziemba (d) (2024- )

### Les lecteurs délégués auprès de l'université de Wrocław
- Hélène Vazel (1988-1994)

### Les attachés de coopération pour le français à Wrocław (antenne du SCAC)
Poste créé en 1990 (initialement auprès du NKJO), fermé en 2012.
- Alain Schneider (1990-1996)
- Karim El-Hadji (1996-2000)
- Dominique Écarnot (2000-2004)
- Marc Brudieux (2004-2008)
- Michel Imbert (2008-2012)